# 含碘食盐

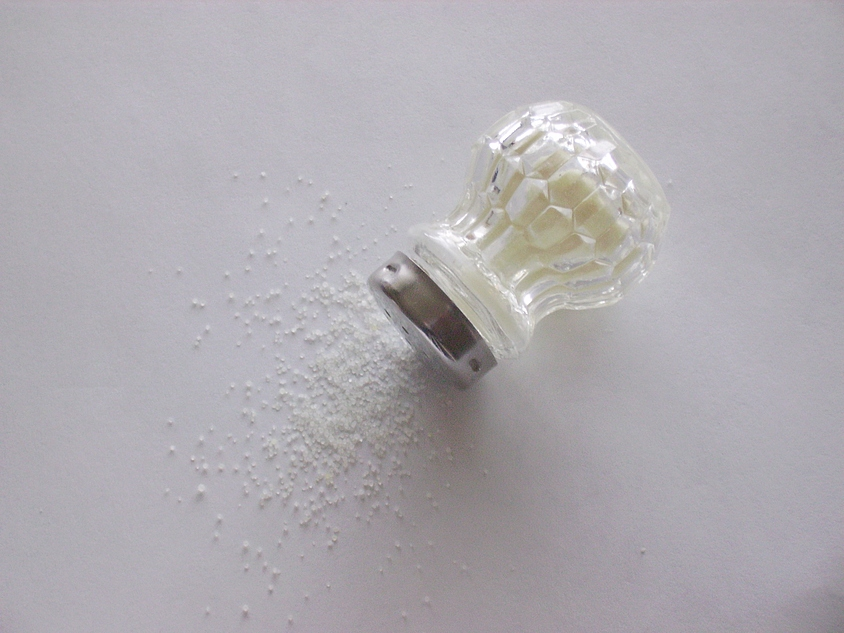
加碘食盐

每10万人因缺碘而导致的失能调整生命年。数据来自世界卫生组织，2004年。
无资料
小于50
50-100
100-150
150-200
200-250
250-300
300-350
350-400
400-450
450-500
500-800
大于800

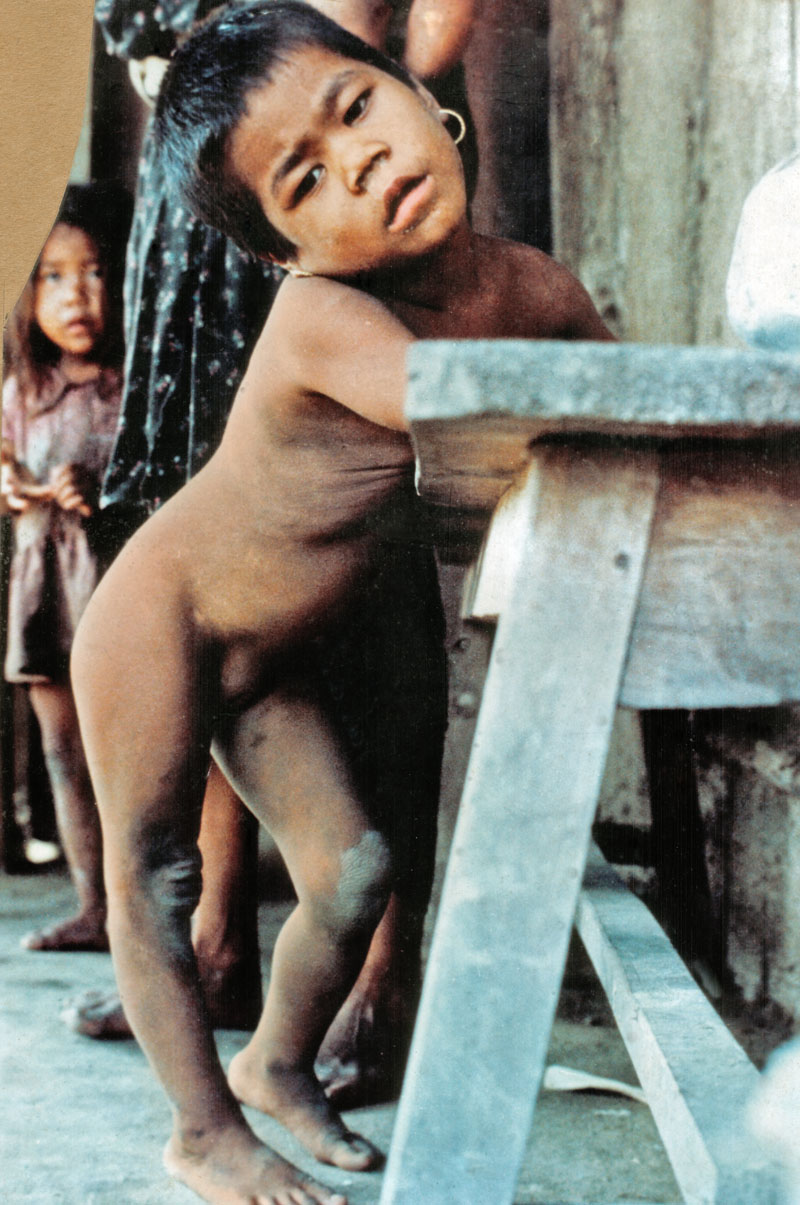
患克汀病的儿童

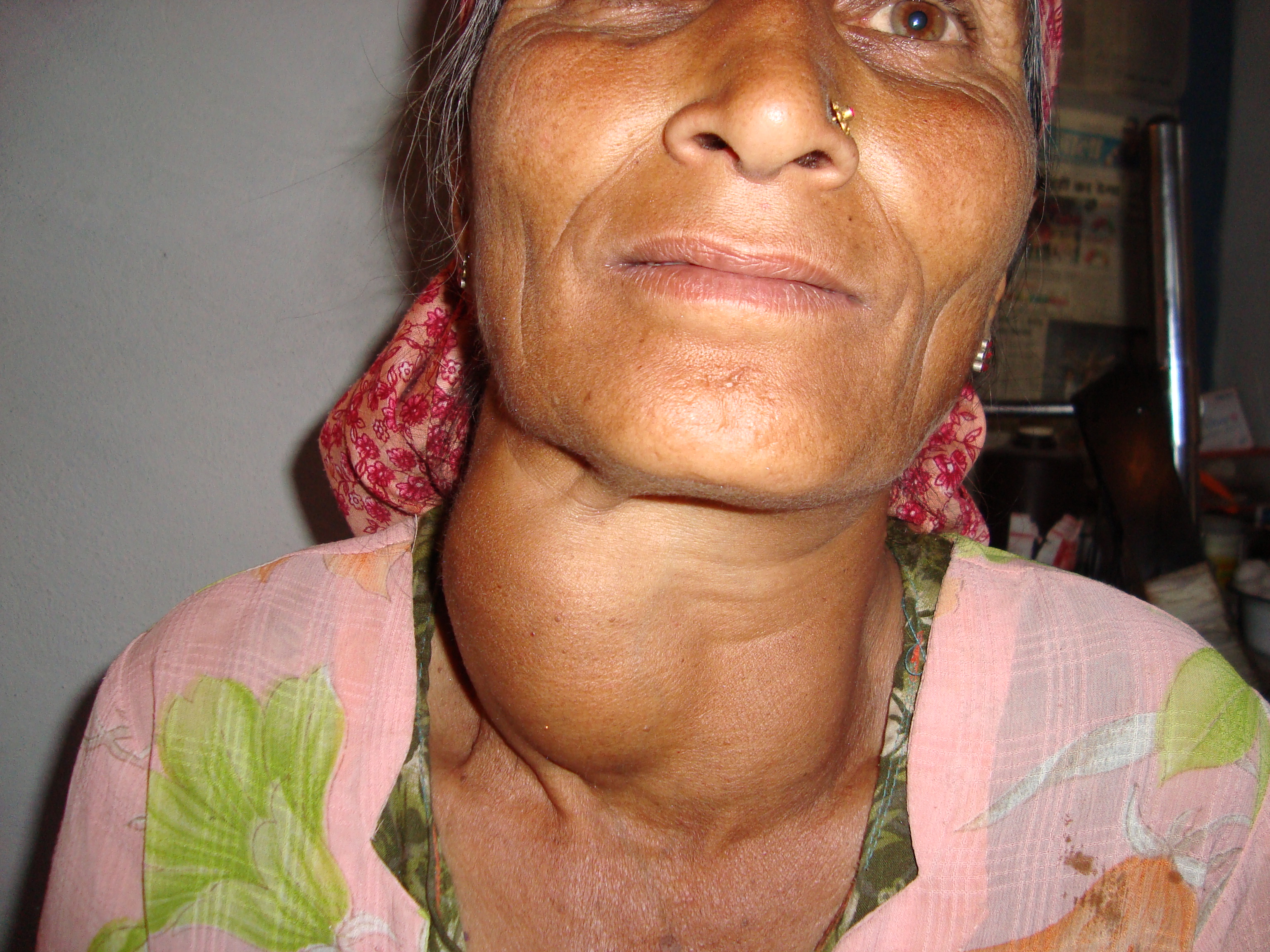
甲状腺肿（俗称大脖子病）

含碘食盐（英語：iodised salt），俗称加碘盐、碘化盐或碘盐，是一种加入了少量含碘盐类（如碘酸钾）的食用盐。通过消化其中的碘化物可以预防食用者的碘缺乏病（IDD）。

## 碘的营养
碘是一种人类乃至各种生物所必须的微量元素，人们通常可以在多种食物来源中摄取。但碘在土壤中的含量因地方而异，在土壤碘含量低下的地区，人们可能无法从蔬菜中摄取到足够的碘。

### 与碘有关的疾病
碘缺乏症（IDD）
人体如果缺少碘，将会造成碘缺乏病，目前正影响着全球大约20亿人口，在许多国家，碘缺乏病是主要的可预防公众疾病之一。缺碘可以造成以下危害：
- 智力发育迟缓（地方性呆小症）
- 孕妇早产、流产和先天畸形儿，影响胎儿大脑的正常发育
- 地方性甲状腺肿（大脖子病、大頸泡）
- 多种癌症风险（乳腺癌、胃癌）[4]

碘摄入过多也会造成下列疾病：
- 碘致甲状腺肿
- 碘致甲亢
- 甲状腺功能低下
- 桥本甲状腺炎
- 碘中毒

成人碘过多需要至少1100 μg/d的摄入量，为每天推荐摄入量（290 μg/d）的三倍以上。

### 食用盐中的碘

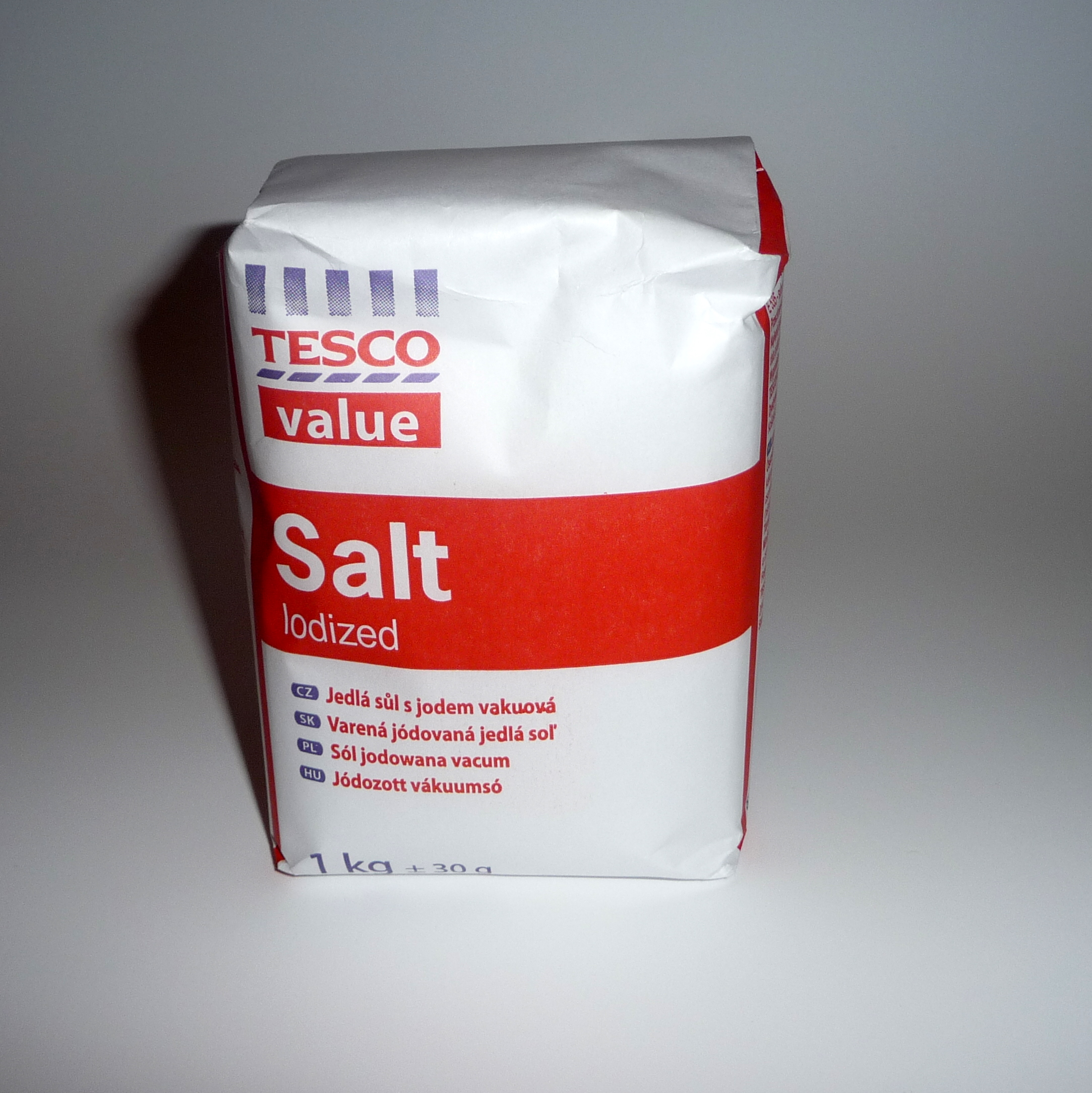
含碘食盐

将碘加入在食用盐中是一种为人群提供所需的微量的碘的廉价而有效的解决方式，于1917年由美国病理学家戴维·马林（David Marine）最初发现，于20世纪20年代在瑞士和美国实行，在瑞士获得成功后，于1924年在美国全面推广。据统计，加碘盐全世界范围开始推广后，世界范围的平均智商有所提升。由于加碘盐中所含的碘会与空气中的氧气发生氧化作用而逐渐流失，因此一般要求出厂时留有余量。目前的加碘食用盐工业中多使用碘酸钾作为加碘用添加剂。
2011年3月17日，受到日本仙台近海地震的核泄漏事故影响，中国大陆有谣传食碘盐可以防核辐射，因而在中國大陸、香港及澳門等地都出現食鹽抢购潮，造成部分商店无盐可售，但食用碘鹽無助預防核輻射。以中華人民共和國衛生部所推薦的加碘食鹽碘含量的每公斤35毫克來計算，需要一次攝入接近3公斤的加碘食鹽，才能達到用作減慢甲狀腺吸收含放射性碘－131的碘片劑量（100毫克）。但是，根據世界衞生組織建議，每人每日的鈉攝取量應少於2000毫克，即不多於5克食鹽。因此，3公斤裝的鹽量是建議的攝取量的600倍，大幅超出了人體臟器所能承受的範圍，可導致脫水，甚至死亡。

### 推荐每日摄入量下限（RDA）
世界卫生组织（WHO）、国际控制碘缺乏症理事会（ICCIDD）和联合国儿童基金会（UNICEF）的联合报告对每日推荐碘充足摄入量（RDA，AI，即下限）如下：
- 成人：150μg
- 怀孕和哺乳期妇女：250μg
- 未成年人：按年龄酌情递减

### 每日安全碘摄入量上限（UL）
一般认为正常人对碘的耐受程度非常高，各组织、国家对人类的每日最大安全碘摄入量上限（UL）有不同规定：
- 世界卫生组织：1000μg
- 欧盟：法定：600μg
- 美国：法定：1100μg（一说2500μg）[a]
- 中国大陸：学者共识：700μg—800μg

一般来说，按照正常食谱，加上碘盐，每日摄入量要超过上述值的可能性很低（碘敏感和甲状腺疾病患者除外）。

### 碘摄入量的监测
由于摄入人体的碘有90%会随尿液排出，因此判断一个地区的碘摄入量是否适宜，一般使用尿碘含量（UI值）作为主要参数。为了准确测量一个地区的尿碘水平，应收集人群24小时以内的所有尿液。但由于实施困难，实际操作中一般选取一个地区有代表性的部分人群，收集某一时间的尿液，取检测值的中间值，作为这一地区的尿碘中间值（MUI值）。按照美国公共卫生署（PHS）提供的公式，MUI值为100μg/L相当于每天摄入了150μg碘。
世界卫生组织推荐UI值
- 充足：100-199μg/L
- 过量：200-299μg/L（可能导致敏感人群出现甲状腺功能异常）
- 超量：300μg/L以上（可能提高普通人群出现甲状腺功能异常的风险）

## 中国的碘盐标准

### 1950年代—1990年代初期
1950-60年代，为了防治地方性甲状腺肿和克汀病，中国开始在河北、东北等地区试行食盐加碘，取得一定成效后自二十世纪八十年代开始对病区大规模供应碘盐。到90年代初期，基本控制病区的地方性甲状腺肿和克汀病。

### 食盐碘含量标准的出台
背景：考虑到上述病区以外的地区，如上海和广东等地的沿海城市也存在碘营养不足的状况，因此国家正式出台全民补碘政策。
国家食用盐加碘量标准（初版）
根据世界卫生组织提供的推荐值，考虑碘盐在生产和销售过程中的碘损耗，将碘含量标准分为三个层次：
- 生产环节：碘盐在工厂生产出来时，碘含量不低于40mg/kg
- 流通环节：碘盐在销售时，碘含量不低于30mg/kg
- 使用环节：消费者使用碘盐时，每公斤碘含量20mg/kg

由于当时碘盐生产商的生产工艺落后，将碘含量控制在较精确的范围有困难，因此当时的标准未规定加碘量上限值。

### 第一次调整
背景：1995年，中华人民共和国卫生部成立专家组，开始每隔两年左右进行一次全国性的碘营养监测和碘盐质量检测。同年的监测结果如下：
1995年全国性碘营养监测和碘盐质量检测结果
- 食盐碘含量用户平均水平：16.2mg/kg
- 儿童尿碘水平：164μg/L
- 合格碘盐食用率：39.9%

检查发现部分盐商为了抽检时达标，在使用中加入过多的碘，部分地区中食盐的碘含量高达每公斤100mg。专家组根据以上信息认为合格碘盐的使用率偏低，应坚决执行全国性的补碘政策。为防止碘盐生产商添加过多的碘，建议为加碘量设置上限值。卫生部采纳专家组建议后，将合格碘含量的标准定为如下：
国家食用盐加碘量标准（第一次调整）
- 食用盐出厂碘含量：20mg/kg - 60mg/kg
- 平均水平：40mg/kg

### 第二次调整
背景：
1997年和1999年全国性碘营养监测和碘盐质量检测结果
- 食盐碘含量用户平均水平：40mg/kg
- 儿童尿碘水平：330μg/L（1997）、306μg/L（1999）
- 合格碘盐食用率：80.6%

研究人员认为儿童尿碘水平反映碘含量略偏高，应将尿碘水平控制在每公升300μg以下。同时，这一时期的国内加碘盐企业的工艺水平有了很大提高，换用的碘酸钾的稳定性更强，不易在生产流通环节中流失。根据以上数据，卫生部于2000年第二次修改了碘含量标准：
国家食用盐加碘量标准（第二次调整）
- 食用碘盐出厂碘含量：35mg/kg（允许误差范围为每公斤正负15mg）
- 碘含量范围：20mg/kg—50mg/kg

第二次调整后的监测数据
执行新标准后，2002年和2004年的监测数据显示如下：
2002年和2004年全国性碘营养监测和碘盐质量检测结果
- 食盐碘含量用户平均水平：31mg/kg
- 儿童尿碘水平：250μg/L以下
- 合格碘盐食用率：88.9%。

### 第三次调整
背景：
2005年全国性碘营养监测和碘盐质量检测结果
- 食盐碘含量用户平均水平：30.8mg/kg
- 儿童尿碘水平：246μg/L以下
- 平均尿碘值低于100μg/L的省区：海南省、西藏自治区
- 平均尿碘值在100μg—200μg/L的省区：黑龙江省、上海市、浙江省、福建省、广东省、甘肃省、青海省、新疆维吾尔自治区和新疆生产建设兵团
- 平均尿碘值高于300μg/L的省区：安徽省、河南省、湖北省、广西壮族自治区、云南省
- 合格碘盐食用率：90.2%。

结果显示，多数省级行政区的平均尿碘值稍高于世界卫生组织推荐的适宜水平。少数省区过量，有9个省区水平适宜。当时参与调研的专家都认为应小幅度下调食用盐中的碘含量。同时专家也认为不应该在全国范围内实行一样的加碘量，应该在每个省份或地区根据当地的尿碘值进行具体调整，以避免发生有些地区过量，有些地区缺碘的情况。
上述提议自2008年开始经卫生部的多个会议上的讨论和全国卫生技术标准委员会地方病分委会、卫生部疾病控制局地方病管理处等多个机构的修改，最终确定新的修改方案如下，并于2010年7月27日对公众宣布。
国家食用盐加碘量标准（第三次调整）
- 碘含量平均范围：20mg/kg—30mg/kg
- 每个省根据地方情况在上述范围选定一个值，然后在该值的基础上允许上下浮动30%

反响：由于新标准公布后被某些媒体误读，而卫生管理部门又没有及时进行解释，在公众中引起了广泛关注和讨论。

## 世界各国碘营养情况
欧盟：碘盐无统一标准。总体范围：5mg/kg—75mg/kg。欧盟各成员国根据自身具体情况制定不同的加碘范围。在碘盐推广之前，比利牛斯山区与阿尔卑斯山区为碘缺乏病的高发地域。
 美国：无强制性销售碘盐法规。美国食品药品管理局（FDA）推荐最终用户有效值46mg/kg—76mg/kg（按添加物为碘酸钾换算，生产添加量约为60m/kg—100mg/kg）。市面销售的加碘盐比例占所有食盐的70%，加碘盐含碘量不得低于45mg/kg。FDA建议成人每日推荐最低摄入量为150μg。在碘盐推广以前，美国中部特别是五大湖区、落基山区是严重的碘缺乏病高发地域。
 哈萨克斯坦：中亚国家哈萨克斯坦的当地食物来源中一直缺碘，后通过食盐加碘政策，成功降低了碘缺乏病的发病率。哈萨克斯坦政府和非营利组织在1990年代开始普及碘营养教育，2002年开始将使用加碘盐规定为法定义务。
 南非：1996年12月1日起南非政府强制为所有食盐加碘。
 日本：日本居民大量食用海产品，在北部一些地区碘摄入量高达50000μg—80000μg，几乎是安全上限的百倍。但人均寿命却是全世界最高的。
 印度：印度于2000年曾暂停食盐加碘政策。由于随后几年内碘缺乏症和甲状腺疾病发病率猛增，2005年重新实施食盐加碘政策并禁止销售无碘盐。
 中華民國：早年鹽業專賣制時，國營的臺鹽實業於1967年起在其食鹽產品加入碘酸鉀。但從加入世界貿易組織（WTO）之後，2004年開放食鹽自由貿易，許多國產或進口食鹽並未添加碘酸鉀，因而造成台灣人的碘攝取量低於建議值。據行政院衛生署國民健康局（今 衛生福利部國民健康署）於2011年至2013年的調查資料，2013年時6歲以上人口的尿液碘濃度中位數為96微克/升，有51.9%的人尿液碘濃度低於世界衛生組織所建議碘濃度下限100微克/升。2017年7月起，市售含碘鹽需標示「碘為必需營養素。本產品加碘。但甲狀腺病人應諮詢相關醫師意見。」；不含碘鹽要標示「碘為必需營養素。本產品未加碘。」以提醒消費者。

## 碘盐历史
内陆国家瑞士60%的国土属于阿尔卑斯山区。是全世界碘缺乏病流行最严重的地区之一。1800年拿破仑下令进行人口普查，在瑞士南部的阿尔卑斯的瓦莱州7万居民中有4千人患有呆小症。20世纪初，“碘缺乏在瑞士相当严重。看到克汀病病人的临床表现， 通常让人联想到瑞士阿尔卑斯人。”瑞士伯尔尼大学外科医生埃米爾·特奧多爾·科赫爾于1880年开始对甲状腺肿的病人手术切除，但术后几周，病人表现出极度淡漠（甲状腺功能低下的粘液性水肿昏迷症状），致使甲状腺肿手术未能推广。科尔赫转向了甲肿的预防，首先于1883年至1884年对伯尔尼州的所有学龄儿童共76 000名进行了普查，甲肿流行率20至100%；某些地区甲状腺结节发生率100%。科尔赫的研究得出结论：甲状腺功能低下导致粘液性水肿昏迷，获得了1909年诺贝尔医学或生理学奖。20世纪初，瑞士外科医生Eggenberger氏对甲肿预防表现出了浓厚兴趣，在他的努力下，开展了一场医学政治运动，最终导致1922年他所在的外阿彭策尔州开始了食盐加碘，作为对当时食盐加碘反对派的政治妥协，最初食盐的碘含量为3.75毫克/千克；食盐加碘支持者认为3.5ppm太低，但是比没有强。到1947年，瑞士其余25个州也采用了食盐加碘法。1925年到1947年之间，兵役体检的不合格率从31‰降到1‰。此加碘浓度在瑞士立即消除了新发克汀病，但碘缺乏病仍然存在，甲状腺肿大率在10%左右。因此瑞士在1962年把食盐的加碘量提高到7.5毫克/千克。1980年再次提高到15毫克/千克。1988年普查，甲肿发生率为0.5%。1998年修订的《营养价值法令》第十条规定，食盐含碘量应为20毫克/千克至30毫克/千克，可用碘化物或碘酸盐，允许宣称“足量碘摄入预防甲肿”，但必须如实注明加碘。在瑞士，即使是极为严重的碘缺乏病流行区，居民可自愿选择是否使用碘盐。1988年时92%的零售盐、76%的人口使用碘盐。瑞士人群的尿碘从加碘前的18-64微克/天，现在达到正常程度(150微克／天)。
在20世纪初，美国的大湖地区与太平洋西北地区，甲状腺肿是流行性地方病。第一次世界大战的招兵法案实施后，役龄男青年的强制征兵体验揭示出北密执安与威斯康星州甲状腺肿问题是极为严重的公共卫生问题。1920年代初，密歇根大学首席儿科学教授戴维·默里·考伊获悉瑞士开始在食盐中添加碘化钾或碘酸钾，考伊认为这是解决美国中西部人群缺碘的一条简单可行办法，并向密歇根州医学会申请。1923年，考伊与密歇根州医学会说服了密歇根盐业生产商协会（Michigan Salt roducer's Association），不久成立了碘盐委员会。经过几个月的会议并经内科医师与教育工作者的审核后，州政府同意食盐加碘，盐业生产商也同意生产加碘盐并在包装标签上注明包含万分之一碘化钠（"contains .01 per cent sodium iodide"）。1924年5月1日，由“Diamond Crystal Salt”、“Mulkey Salt”、“Inland Delray Salt”、“Michigan Salt Works”、“Ruggles and Rademaker”生产的碘盐摆上了密歇根州的零售货架。1924年秋，莫顿盐业公司开始在全美销售碘盐。美国的制盐生产商通常采用添加碘化钾的方式生产加碘盐，其加碘量为碘化钾0.006%至0.01%。日常碘的摄入量成人和4岁以上儿童不能超过225微克。美国的加碘盐生产商通常都不考虑碘盐在生产和销售过程中的碘损失，因为生产的加碘盐全部要求采用防潮包装，并加入了一定的稳定剂亚铁氰化钾。餐桌盐的包装及储存条件的好坏直接影响着商品的货架存放时间。2017年一项研究表明，从1924年开始碘缺乏地区人群的四分之一提高了智商。这可以大致解释美国智商测试每十年就有明显提升的弗林效应。2013年一项研究发现，平均智商在1%标准差下，碘缺乏区提高了15点智商，全美范围提高了3.5点智商。2018年一篇学术论文发现，全美采取碘强化措施后，增加了11%的收入、劳动力参与增加了0.68%，全职工作增加了0.9%，“后成长起来的成年人的家庭收入由于加碘而增加了”。
苏联首次科学研究碘缺乏病始于1930年代初内分泌学家及地方性甲状腺肿专家奥列格·弗拉基米尔·尼古拉耶夫(1903-1980)，他于1932年出版了《地方性甲状腺肿的病原学》，指出应对病人补碘，在流行病区对人群食用加碘食盐（他称之为“高级盐”）。1933，尼古拉耶夫与同事开始在卡巴尔达-巴尔卡尔苏维埃社会主义自治共和国试行食盐强制加碘，并对甲肿病人供应碘剂服用。到1940年，该地的地方性甲肿流行率从69%降至0.9%。根据1956年2月1日苏联卫生部发布的第37号部令《关于改进对地方性甲状腺肿工作》，1956年至1970年，苏联在防治碘缺乏病上取得了决定性结果。

## 无碘盐
罐头（如腌制的甜菜）和包装食品（如薯片）中使用的食盐不是加碘盐，因此食用包装食品并不能摄取到碘盐。这么做是因为传统上认为碘会被食物的其他成分氧化而将食物染黑，造成消费者不乐意购买，然而较新的研究指出碘盐对腌菜的色泽、风味、口感都无影响。腌制用盐一般也没有抗结剂（一般是二氧化硅），以防不被溶解导致液体浑浊。考虑到市场上还没有不含抗结剂而只加碘的盐，腌菜暂时是不可能用上碘盐。